# Paige Hurd
Paige Audrey-Marie Hurd (nacida el 20 de julio de 1992) es una actriz estadounidense de ascendencia mixta afroamericana y puertorriqueña. Es conocida por su papel recurrente como Tasha Clarkson en la comedia de CW Todo el mundo odia a Chris, Samantha Grover en Hawaii Five-0 (2013-2020), Gayle Franklin en The Oval (2019-2021) y Lauren Baldwin en Power Book II: Ghost (2020-presente).

## Primeros años y educación
Hurd nació en Dallas, Texas. Nació de padre afroestadounidense y madre puertorriqueña y se mudó a Los Ángeles en 2000. El fallecido rapero DMX fue su padrino.

## Carrera
Hurd interpretó a Tasha, vecina de Chris (Tyler James Williams), en el programa de televisión producido por Chris Rock, Todo el mundo odia a Chris. Hurd interpretó a la hija de DMX en Cradle 2 the Grave, una película de 2003 protagonizada por Jet Li. Paige apareció como Denise en El Gato, una película de comedia familiar de 2003 basada libremente en el libro de 1957 del mismo nombre, del Dr. Seuss.
Hurd apareció en la comedia de 2005 Salón de belleza, protagonizada por Queen Latifah.
Hurd apareció en el vídeo musical de Jasmine Villegas de "I Own This" y en el vídeo musical de Steph Jones de "Beautiful". Ella fue el interés amoroso de Justin Bieber en el video musical de "Never Let You Go" y apareció en el vídeo musical de Romeo Miller "Mustletoe". Hurd comenzó su carrera como actriz en Dallas Young Actors Studio, dirigida por Linda Seto. Ella protagoniza una película llamada Crosstown con actores y actrices conocidos como Vivica A. Fox. También apareció en dos de los vídeos musicales del cantante Trevante, "Be Your First" y "Forever". En 2014, Paige protagonizó el vídeo musical de G-Eazy para el sencillo "I Mean It". Y en 2012 participó en el vídeo musical de Nas titulado "Daughters".
En 2019, comenzó a protagonizar uno de los papeles principales en el exitoso programa Tyler Perry's The Oval, donde interpretó a la primera hija Gayle Franklin, que es una niña rebelde y salvaje. No está relacionada con la actriz Michelle Hurd. A partir de 2020, actualmente interpreta a Lauren Baldwin en Power Book II: Ghost, que sirve como secuela y spin-off de la serie original Power.

## Filmografía

### Películaq
| Año  | Título                                          | Papel         | Notas                  |
| ---- | ----------------------------------------------- | ------------- | ---------------------- |
| 2003 | Cradle 2 the Grave                              | Vanessa       |                        |
| 2003 | El Gato                                         | Denise        |                        |
| 2004 | Time Out                                        | Lauren Martin |                        |
| 2004 | Never Die Alone                                 | Joven Ella    |                        |
| 2005 | Virginia                                        | Ginny         |                        |
| 2005 | The Adventures of Tango McNorton: Licensed Hero | Sudserella    |                        |
| 2005 | Salón de belleza                                | Vanessa       |                        |
| 2007 | Ben 10: Carrera contra el tiempo                | Stephanie     | Película de televisión |
| 2008 | Pick or Press                                   | Unknown       | Cortometraje           |
| 2009 | Surviving Brotherhood                           | Ashley        | Cortometraje           |
| 2010 | Peep Game                                       | Tresse Hart   |                        |
| 2013 | Greencard Warriors                              | Jazmine       |                        |
| 2015 | A Girl Like Grace                               | Andrea        |                        |
| 2016 | Grandma’s House                                 | Maryland      |                        |
| 2018 | Thriller                                        | Gina Brown    |                        |

### Televisión
| Año           | Título                        | Papel                         | Notas                               |
| ------------- | ----------------------------- | ----------------------------- | ----------------------------------- |
| 2000          | Felicity                      | Natasha                       | Episodio: "True Colors"             |
| 2002          | Boomtown                      | Grace Adams                   | Episodio: "Pilot"                   |
| 2002          | George Lopez                  | Little Girl                   | Episodio: "Halloween Cheer"         |
| 2003          | The Division                  | Chloe                         | Episodio: "Extreme Action Figures"  |
| 2005          | The Suite Life of Zack & Cody | Tiffany                       | Episodio: "The Fairest of Them All" |
| 2005          | Medium                        | Ashley                        | Episodio: "The Reckoning"           |
| 2006          | ER                            | Danielle Davis                | Episodio: "Tell Me No Secrets"      |
| 2006–2009     | Todo el mundo odia a Chris    | Tasha                         | Recurrente                          |
| 2007–2011     | City 17                       | Vanessa                       | Recurrente                          |
| 2013–2020     | Hawaii Five-0                 | Samantha Grover               | Recurrente                          |
| 2019–2021     | Tyler Perry's The Oval        | First Daughter Gayle Franklin | Protagonista                        |
| 2020–presente | Power Book II: Ghost          | Lauren                        | Protagonista                        |